# Dirka po Italiji 1979
Dirka po Italiji 1979 (italijansko Giro d'Italia 1979) je 62. izvedba dirke po Italiji, tritedenske moške cestne kolesarske etapne dirke. Začela se je 17. maja v Firencah in končala 6. junija v Milanu. Sodelovalo je 130 kolesarjev iz 13-ih ekip. Rožnato majico je prvič osvojil Giuseppe Saronni (Scic–Bottecchia), drugo mesto Francesco Moser (Sanson–Luxor TV–Campagnolo), tretje pa Bernt Johansson (Magniflex–Famcucine). Vijolično majico je osvojil Giuseppe Saronni, zeleno majico Claudio Bortolotto (Sanson–Luxor TV–Campagnolo), belo majico pa Silvano Contini (Bianchi–Faema).

## Ekipe
- Bianchi–Faema
- CBM Fast–Gaggia
- Carlos–Galli–G.B.C.–Castelli
- Gis Gelati
- Magniflex–Famcucine
- Mecap–Hoonved
- Mobilificio San Giacomo
- Peugeot–Esso–Michelin
- Sanson–Luxor TV–Campagnolo
- Sapa Assicurazioni-Frontini
- Scic–Bottecchia
- Willora–Piz Buin–Bonanza
- Zonca–Santini

## Etape
| Etapa | Datum    | Štart/Cilj                         | Razdalja    | Tip         | Tip                  | Zmagovalec                |             |
| ----- | -------- | ---------------------------------- | ----------- | ----------- | -------------------- | ------------------------- | ----------- |
| P     | 17. maj  | Firence – Firence                  | 8 km        |             | posamični kronometer | Francesco Moser (ITA)     |             |
| 1     | 18. maj  | Firence – Perugia                  | 156 km      |             | ravninska etapa      | Mario Beccia (ITA)        |             |
| 2     | 19. maj  | Perugia – Castel Gandolfo          | 204 km      |             | ravninska etapa      | Roger De Vlaeminck (BEL)  |             |
| 3     | 20. maj  | Caserta – Neapelj                  | 31 km       |             | posamični kronometer | Francesco Moser (ITA)     |             |
| 4     | 21. maj  | Caserta – Potenza                  | 210 km      |             | gorska etapa         | Claudio Bortolotto (ITA)  |             |
| 5     | 22. maj  | Potenza – Vieste                   | 223 km      |             | gorska etapa         | Giuseppe Saronni (ITA)    |             |
| 6     | 23. maj  | Vieste – Chieti                    | 260 km      |             | ravninska etapa      | Bruno Wolfer (SUI)        |             |
| 7     | 24. maj  | Chieti – Pesaro                    | 252 km      |             | ravninska etapa      | Alan Van Heerden (RSA)    |             |
| 8     | 25. maj  | Rimini – San Marino (San Marino)   | 28 km       |             | posamični kronometer | Giuseppe Saronni (ITA)    |             |
| 9     | 26. maj  | CSan Marino (San Marino) – Pistoia | 248 km      |             | gorska etapa         | Roger De Vlaeminck (BEL)  |             |
| 10    | 27. maj  | Lerici – Portovenere               | 25 km       |             | posamični kronometer | Knut Knudsen (NOR)        |             |
| 11    | 28. maj  | La Spezia – Voghera                | 212 km      |             | gorska etapa         | Bernt Johansson (SWE)     |             |
| 12    | 29. maj  | Alessandria – Saint-Vincent        | 204 km      |             | ravninska etapa      | Roger De Vlaeminck (BEL)  |             |
| 13    | 30. maj  | Aosta – Meda                       | 229 km      |             | gorska etapa         | Dino Porrini (ITA)        |             |
| 14    | 31. maj  | Meda – Bosco Chiesanuova           | 212 km      |             | gorska etapa         | Bernt Johansson (SWE)     |             |
| 15    | 1. junij | Verona – Treviso                   | 121 km      |             | ravninska etapa      | Giuseppe Martinelli (ITA) |             |
| 16    | 2. junij | Treviso – Pieve di Cadore          | 195 km      |             | gorska etapa         | Roberto Ceruti (ITA)      |             |
|       | 3. junij | dan počitka                        | dan počitka | dan počitka | dan počitka          | dan počitka               | dan počitka |
| 17    | 4. junij | Pieve di Cadore – Trento           | 194 km      |             | gorska etapa         | Francesco Moser (ITA)     |             |
| 18    | 5. junij | Trento – Barzio                    | 245 km      |             | gorska etapa         | Amilcare Sgalbazzi (ITA)  |             |
| 19    | 6. junij | Cesano Maderno – Milano            | 44 km       |             | posamični kronometer | Giuseppe Saronni (ITA)    |             |
|       | Skupaj   | Skupaj                             | 3301 km     | 3301 km     | 3301 km              | 3301 km                   | 3301 km     |

## Razvrstitev po klasifikacijah
| Etapa  | Zmagovalec          | Rožnata majica · | Vijolična majica · | Zelena majica ·    | Bela majica ·   | Ekipno                     |
| ------ | ------------------- | ---------------- | ------------------ | ------------------ | --------------- | -------------------------- |
| P      | Francesco Moser     | Francesco Moser  | Francesco Moser    | brez               | ?               | Bianchi–Faema              |
| 1      | Mario Beccia        | Francesco Moser  | Knut Knudsen       | brez               | ?               | Bianchi–Faema              |
| 2      | Roger De Vlaeminck  | Francesco Moser  | Francesco Moser    | brez               | ?               | Bianchi–Faema              |
| 3      | Francesco Moser     | Francesco Moser  | Francesco Moser    | brez               | ?               | Bianchi–Faema              |
| 4      | Claudio Bortolotto  | Francesco Moser  | Francesco Moser    | Mario Beccia       | ?               | Sanson–Luxor TV–Campagnolo |
| 5      | Giuseppe Saronni    | Francesco Moser  | Francesco Moser    | Mario Beccia       | ?               | Sanson–Luxor TV–Campagnolo |
| 6      | Bruno Wolfer        | Francesco Moser  | Giuseppe Saronni   | Mario Beccia       | ?               | Bianchi–Faema              |
| 7      | Alan Van Heerden    | Francesco Moser  | Giuseppe Saronni   | Mario Beccia       | ?               | Bianchi–Faema              |
| 8      | Giuseppe Saronni    | Giuseppe Saronni | Giuseppe Saronni   | Mario Beccia       | ?               | Bianchi–Faema              |
| 9      | Roger De Vlaeminck  | Giuseppe Saronni | Giuseppe Saronni   | Claudio Bortolotto | ?               | Bianchi–Faema              |
| 10     | Knut Knudsen        | Giuseppe Saronni | Giuseppe Saronni   | Claudio Bortolotto | ?               | Bianchi–Faema              |
| 11     | Bernt Johansson     | Giuseppe Saronni | Giuseppe Saronni   | Roger De Vlaeminck | ?               | Bianchi–Faema              |
| 12     | Roger De Vlaeminck  | Giuseppe Saronni | Giuseppe Saronni   | Roger De Vlaeminck | ?               | Bianchi–Faema              |
| 13     | Dino Porrini        | Giuseppe Saronni | Giuseppe Saronni   | Claudio Bortolotto | ?               | Bianchi–Faema              |
| 14     | Bernt Johansson     | Giuseppe Saronni | Giuseppe Saronni   | Bernt Johansson    | ?               | Bianchi–Faema              |
| 15     | Giuseppe Martinelli | Giuseppe Saronni | Francesco Moser    | Bernt Johansson    | ?               | Bianchi–Faema              |
| 16     | Roberto Ceruti      | Giuseppe Saronni | Giuseppe Saronni   | Bernt Johansson    | ?               | Bianchi–Faema              |
| 17     | Francesco Moser     | Giuseppe Saronni | Francesco Moser    | Claudio Bortolotto | ?               | Sanson–Luxor TV–Campagnolo |
| 18     | Amilcare Sgalbazzi  | Giuseppe Saronni | Francesco Moser    | Claudio Bortolotto | Silvano Contini | Sanson–Luxor TV–Campagnolo |
| 19     | Giuseppe Saronni    | Giuseppe Saronni | Giuseppe Saronni   | Claudio Bortolotto | Silvano Contini | Sanson–Luxor TV–Campagnolo |
| Skupaj | Skupaj              | Giuseppe Saronni | Giuseppe Saronni   | Claudio Bortolotto | Silvano Contini | Sanson–Luxor TV–Campagnolo |

## Končna razvrstitev
| Legenda | Legenda                                    | Legenda | Legenda                                   |
| ------- | ------------------------------------------ | ------- | ----------------------------------------- |
|         | Predstavlja vodilnega v skupnem seštevku   |         | Predstavlja vodilnega po točkah           |
|         | Predstavlja vodilnega v gorski razvrstitvi |         | Predstavlja najboljšega mladega kolesarja |

### Rožnata majica
| Poz. | Kolesar                 | Ekipa                      | Čas         |
| ---- | ----------------------- | -------------------------- | ----------- |
| 1    | Giuseppe Saronni (ITA)  | Scic–Bottecchia            | 89h 29' 18" |
| 2    | Francesco Moser (ITA)   | Sanson–Luxor TV–Campagnolo | + 2' 09"    |
| 3    | Bernt Johansson (SWE)   | Magniflex–Famcucine        | + 3' 13"    |
| 4    | Michel Laurent (FRA)    | Peugeot–Esso–Michelin      | + 5' 31"    |
| 5    | Silvano Contini (ITA)   | Bianchi–Faema              | + 7' 33"    |
| 6    | Mario Beccia (ITA)      | Mecap–Hoonved              | + 7' 50"    |
| 7    | Fausto Bertoglio (ITA)  | Mobilificio San Giacomo    | + 11' 27"   |
| 8    | Josef Fuchs (SUI)       | Scic–Bottecchia            | + 13' 07"   |
| 9    | Gottfried Schmutz (SUI) | Willora–Piz Buin–Bonanza   | + 14' 16"   |
| 10   | Roberto Visentini (ITA) | CBM Fast–Gaggia            | + 16' 11"   |

### Vijolična majica
| Poz. | Kolesar                | Ekipa                      | Točke |
| ---- | ---------------------- | -------------------------- | ----- |
| 1    | Giuseppe Saronni (ITA) | Scic–Bottecchia            | 275   |
| 2    | Francesco Moser (ITA)  | Sanson–Luxor TV–Campagnolo | 274   |
| 3    | Bernt Johansson (SWE)  | Magniflex–Famcucine        | 260   |
| 4    | Mario Beccia (ITA)     | Mecap–Hoonved              | 130   |
| 5    | Michel Laurent (FRA)   | Peugeot–Esso–Michelin      | 118   |

### Zelena majica
| Poz. | Kolesar                  | Ekipa                        | Točke |
| ---- | ------------------------ | ---------------------------- | ----- |
| 1    | Claudio Bortolotto (ITA) | Sanson–Luxor TV–Campagnolo   | 495   |
| 2    | Beat Breu (SUI)          | Willora–Piz Buin–Bonanza     | 330   |
| 3    | Bernt Johansson (SWE)    | Magniflex–Famcucine          | 300   |
| 4    | Mario Beccia (ITA)       | Mecap–Hoonved                | 215   |
| 5    | Mario Ceruti (ITA)       | Magniflex–Famcucine          | 170   |
| 5    | Amilcare Sgalbazzi (ITA) | Magniflex–Famcucine          | 170   |
| 5    | Bruno Vicino (ITA)       | Carlos–Galli–G.B.C.–Castelli | 170   |
| 8    | Leonardo Natale (ITA)    | Sapa Assicurazioni-Frontini  | 150   |
| 8    | Giuseppe Saronni (ITA)   | Scic–Bottecchia              | 150   |
| 10   | Francesco Moser (ITA)    | Sanson–Luxor TV–Campagnolo   | 130   |

### Bela majica
| Poz. | Kolesar                 | Ekipa                       | Čas         |
| ---- | ----------------------- | --------------------------- | ----------- |
| 1    | Silvano Contini (ITA)   | Bianchi–Faema               | 89h 36' 51" |
| 2    | Roberto Visentini (ITA) | CBM Fast–Gaggia             | + 8' 38"    |
| 3    | Marino Amadori (ITA)    | Sapa Assicurazioni-Frontini | + 11' 24"   |

### Traguardi Fiat Ritmo
| Poz. | Kolesar                | Ekipa                       | Točke |
| ---- | ---------------------- | --------------------------- | ----- |
| 1    | Angelo Tosoni (ITA)    | CBM Fast–Gaggia             | 46    |
| 2    | Cesare Cipollini (ITA) | Mobilificio San Giacomo     | 24    |
| 2    | Walter Dusi (ITA)      | Sapa Assicurazioni-Frontini | 24    |
| 2    | Alessio Antonini (ITA) | Mobilificio San Giacomo     | 24    |

### Campionato delle Regioni
| Poz. | Kolesar                   | Ekipa                       | Točke |
| ---- | ------------------------- | --------------------------- | ----- |
| 1    | Paolo Rosola (ITA)        | Sapa Assicurazioni-Frontini | 46    |
| 2    | Giuseppe Martinelli (ITA) | Mobilificio San Giacomo     | 44    |
| 3    | Bruno Wolfer (SUI)        | Zonca–Santini               | 30    |

### Ekipna razvrstitev
| Poz. | Ekipa                      | Čas       |
| ---- | -------------------------- | --------- |
| 1    | Sanson–Luxor TV–Campagnolo | ?         |
| 2    | Scic–Bottecchia            | + 6' 48"  |
| 3    | Magniflex–Famcucine        | + 10' 42" |